# Chamarande
Chamarande är en kommun i departementet Essonne i regionen Île-de-France i norra Frankrike. Kommunen ligger i kantonen Étréchy som tillhör arrondissementet Étampes. År 2022 hade Chamarande 1 104 invånare.

## Befolkningsutveckling
Antalet invånare i kommunen Chamarande
| Referens: INSEE |